# Bodemvrijheid

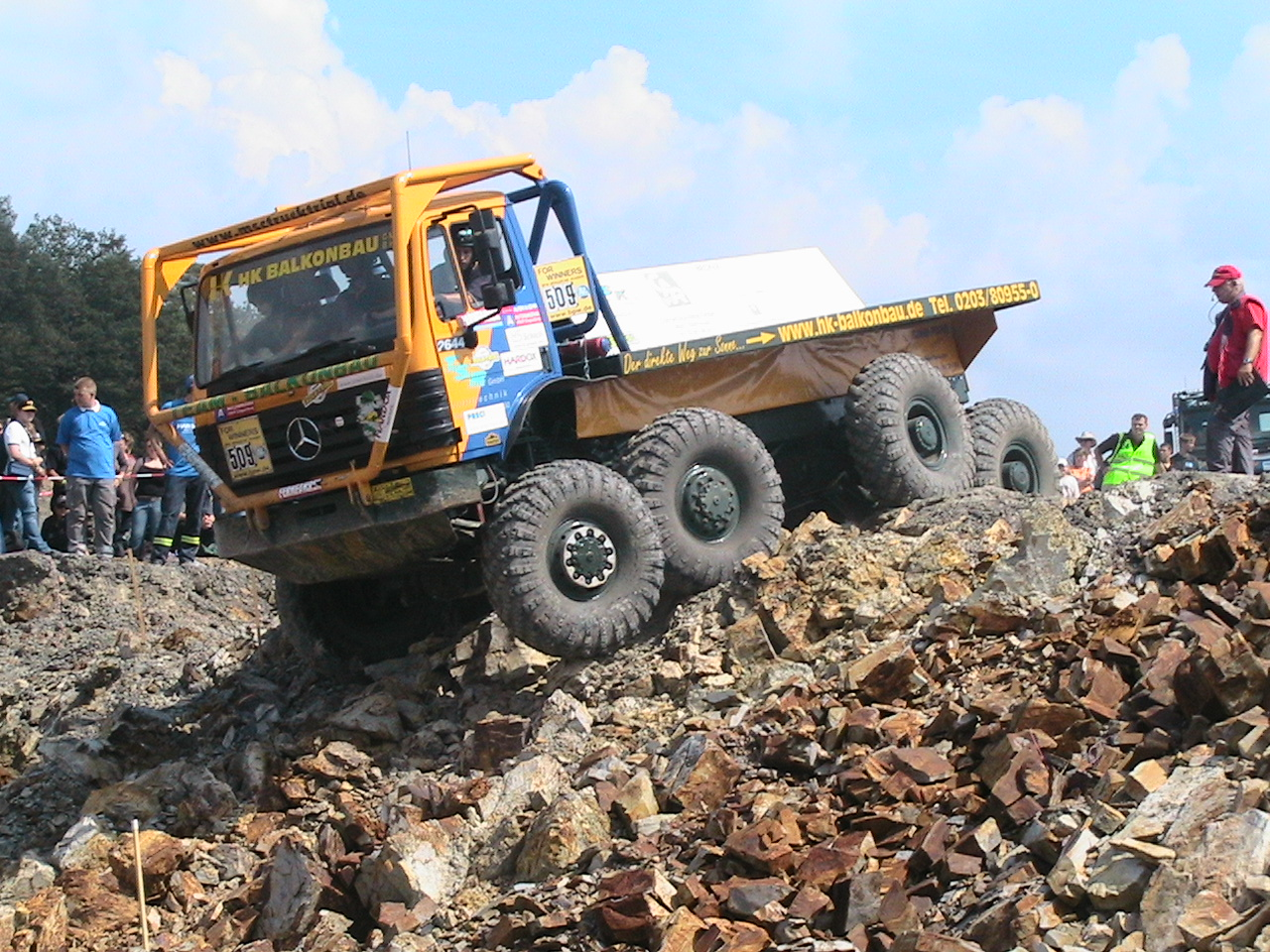
Bij trucktrial wordt de bodemvrijheid ten volle benut

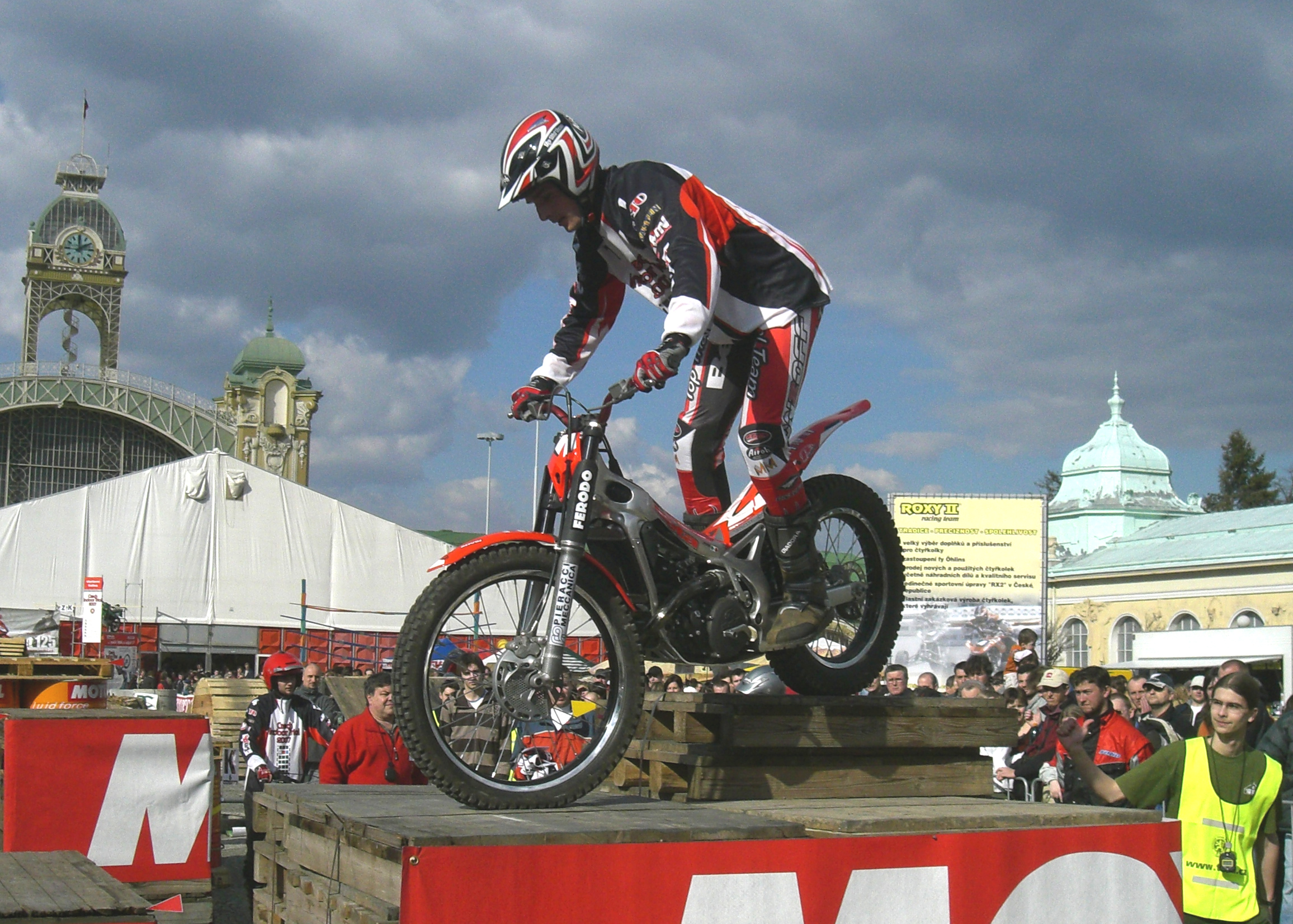
Bodemvrijheid is bij een trialmotor een eerste vereiste

Bodemvrijheid is de ruimte tussen het laagste punt aan de onderkant van een voertuig en het bodemoppervlak. Als deze afstand te gering is, raakt het voertuig gemakkelijk vast. Voertuigen die zich in ruw terrein moeten voortbewegen, zoals tractors, trial- en crossmotoren, en terreinwagens hebben een grotere bodemvrijheid dan voertuigen die uitsluitend voor gebaande wegen zijn ontworpen. Racewagens hebben juist een zeer kleine bodemvrijheid. Hierbij ontstaat onder het voertuig onderdruk, waardoor een racewagen aan de racebaan 'kleeft' en bochten zeer snel kunnen worden genomen.
Bij sommige auto's kan de bodemvrijheid door de bestuurder aan de omstandigheden worden aangepast; bijvoorbeeld bij de Porsche Cayenne en de Bugatti Veyron. Een aantal modellen van Citroën, waaronder de Citroën DS, hebben een pneumatisch systeem, waarbij de bodemvrijheid bij het starten van de motor wordt vergroot doordat de carrosserie wordt opgetild. Na het afzetten van de motor daalt de carrosserie weer.
Omdat bij terreinmotoren de bodemvrijheid zo groot mogelijk moet zijn, worden deze meestal uitgevoerd met een dry sump smeersysteem, zodat er geen oliepan onder het motorblok zit.
Bodemvrijheid moet niet worden verward met grondspeling.